# Banville
 Banville  es una población y comuna francesa, situada en la región de Baja Normandía, departamento de Calvados, en el distrito de Bayeux y cantón de Ryes.

## Demografía
| 356 | 382 | 407 | 475 | 514 | 585 | 657 |
| Para los censos de 1962 a 1999 la población legal corresponde a la población sin duplicidades (Fuente: INSEE [Consultar]) |     |     |     |     |     |     |